# Mystery Train
Mystery Train es una película de antología independiente de 1989 escrita y dirigida por Jim Jarmusch. Ambientada en Memphis (Tennessee), la película está dividida en tres historias diferentes que suceden simultáneamente en la misma noche, protagonizadas por extranjeros. «Lejos de Yokohama» cuenta con una pareja de japoneses (interpretados por Youki Kudoh y Masatoshi Nagase) en una peregrinación blues, «Un fantasma» se centra en una viuda italiana (Nicoletta Braschi) varada en la ciudad por la noche, y «Perdidos en el espacio» sigue las desgracias de un recién soltero y desempleado inglés (Joe Strummer) y sus compañeros (Steve Buscemi y Rick Aviles). Están conectadas por un destartalado hotel atendido por un recepcionista (Screamin' Jay Hawkins) y su desaliñado botones (Cinqué Lee), una escena donde se puede escuchar la canción «Blue Moon» de Elvis Presley y un disparo de arma de fuego.
El punto de partida del guion fue el conjunto de actores amigos y anteriores colaboradores de Jarmusch para quienes el director tenía papeles, mientras que la estructura tríptica de la película fue inspirada en su estudio sobre formas de literatura. El cinematógrafo Robby Müller y el músico John Lurie fueron dos de los tantos colaboradores que habían trabajado en anteriores proyectos de Jarmusch y que volvieron para trabajar en esta película. Los 2,8 millones de dólares de presupuesto de Mystery Train (financiados por el conglomerado japonés JVC) fue importante en comparación con previos trabajos del director, y le permitió la libertad de ensayar muchas escenas alternativas del guion. La película abandonó la fotografía en blanco y negro de películas previas de Jarmusch, aunque el uso del color fue fuertemente controlado para ajustarse con la intuitiva estética de las películas del director. 
Mystery Train se estrenó en los cines a través de Orion Classics bajo la clasificación R en los Estados Unidos, donde recaudó más de 1,5 millones de dólares. Recibió elogios por parte de la crítica dentro del circuito de los festivales y al igual que los anteriores filmes del director se proyectó en el Festival de Cine de Nueva York y en Cannes, donde Jarmusch fue premiado por sus logros artísticos. La película también llegó a los festivales de Edimburgo, Londres, Midnight Sun, Telluride y Toronto, y estuvo nominada en seis categorías de los Independent Spirit Awards. La respuesta de la crítica fue abrumadoramente positiva, los críticos elogiaron la estructura, el humor y los personajes de la película.

## Sinopsis
La película consiste en tres historias que se desarrollan en la misma noche en el centro de Memphis. Las tres historias están conectadas entre sí por el Arcade Hotel, un albergue en ruinas atendido durante la noche por un encargado (Screamin' Jay Hawkins) y un botones (Cinqué Lee), donde los principales personajes de cada historia pasan parte de la noche. En cada habitación del hotel hay colgado un retrato de Elvis Presley.
La primera historia, «Far From Yokohama», muestra a un par de adolescentes que viajan a Estados Unidos provenientes de Yokohama (Japón). Uno de ellos obsesionado con Elvis. La historia muestra las vacaciones de estos jóvenes en Memphis, incluyendo un agotador viaje a Sun Records (el sello discográfico de Elvis), una escena de sexo y la participación de Rufus Thomas haciendo el papel de un anciano en la estación de tren. 
La segunda historia, «A Ghost», trata sobre una viuda italiana, quien escolta el ataúd de su difunto esposo de regreso a Italia. Tras ser estafada dos veces, permanece por la noche en Memphis y comparte la habitación con una joven, «Dee Dee», quien habla constantemente. Cuando Dee Dee finalmente se duerme, Luisa, la viuda, no logra dormirse, después de la visita del más famoso de Memphis, Elvis Presley.
En la última historia, «Lost in Space», se produce la aparición del esposo de Dee Dee: Johnny, también conocido como «Elvis» (Joe Strummer). Estando ebrio y sujetando un arma, después de perder su trabajo, Johnny, junto a su amigo Will Robinson (Rick Aviles) y su cuñado Charlie (Steve Buscemi), roban una licorería, saliendo heridos en el proceso y terminando golpeados y ebrios fuera del hotel, y siendo buscados por la policía.

## Producción

### Guion y casting
Jarmusch escribió el guion de la película bajo el nombre de «One Night in Memphis», sin nunca antes haber estado en dicha ciudad sureña. La idea de «Far From Yokohama» (Lejos de Yokohama), el primer segmento, la tomó de una obra de un solo acto que había estado escribiendo antes de filmar Down by Law (1986). La obra (sin relación con Elvis o con Memphis) consistía en una pareja que discute constantemente. Uno de ellos gradualmente se da cuenta de que sus peleas son una fuerza que va en contra de la relación. Las historias interconectadas estuvieron inspiradas por la morada de Jarmusch sobre la literatura, y específicamente el trabajo de Geoffrey Chaucer, las películas italianas divididas en episodios y las historias de fantasmas del cine japonés. Al igual que en sus otras películas, el punto de partida de Jarmusch para escribir Mystery Train fueron los principales actores y personajes que tenía en mente. Este gran número de colaboradores contribuyó para que sea «la película más complicada de escribir y realizar» según el director.
El papel de Johnny fue escrito por Jarmusch específicamente para Joe Strummer, líder de The Clash, la banda favorita del director de los años 1980. Jarmusch concibió el papel un par de años antes de que ambos se encontraran en España, y aunque en ese momento el músico había estado en un período de depresión después de la disolución de la banda, se sintió atraído por la ambientación de Memphis de la película. A diferencia del joven Steve Buscemi, Strummer no se quedaba en el set junto al resto de los actores entre tomas, prefería quedarse en solitario, concentrándose intensamente y enfocándose en su personaje.
Jarmusch conoció al cantante de blues Screamin' Jay Hawkins después de utilizar su música en su película debut Stranger Than Paradise (1984). Aunque dubitativo con respecto a la idea de actuar, Hawkins respondió favorablemente ante la oferta del director de aparecer. El papel de Luisa también fue escrito por el director con la actriz Nicoletta Braschi en mente; ambos ya habían trabajado juntos en Down by Law (1986). Cinqué Lee es el hermano menor del director Spike Lee, un amigo de toda la vida de Jarmusch de sus días en la escuela de cine de la Universidad de Nueva York. Mientras que Youki Kudoh se unió al reparto después de que el director vio su actuación en The Crazy Family (1984) de Sōgo Ishii, durante la promoción de Down by Law en Japón. Se repitieron los colaboradores de Jarmusch, que incluyen a John Lurie, que se encargó de la música original, el fotógrafo Robby Müller y el cantante Tom Waits, que repitió su rol del conductor de radio Lee Baby Sims de Down by Law. La película incluye cameos de la novia de Jarmusch, Sara Driver, una empleada del aeropuerto; Rufus Thomas, interpretando al hombre de la estación de tren que saluda a la pareja japonesa; Rockets Redglare, el empleado de la tienda; Vondie Curtis-Hall como Ed; Sy Richardson como el vendedor de periódicos; y Richard Boes y Tom Noonan como clientes del restaurante.

### Filmación
Mystery Train fue filmada en Memphis en el verano de 1988. Después de llegar a la ciudad durante una tormenta de nieve para buscar sitios de filmación, Jarmusch condujo sin dirección antes de llegar al cruce de una estación de tren abandonada, el restaurante Arcade Luncheonette y el deteriorado Arcade Hotel que se transformaría en el centro esencial del set. Luego contaría esa experiencia en una entrevista en marzo de 1990 a la revista Spin: «... ese cruce de calles está lleno de fantasmas. Sabes que Robert Johnson caminaba por esa calle, sabes que Muddy Waters estaba en esa estación de tren». El escenario de ese cruce fue uno de los elementos primarios de la película; el efecto de Jarmusch volviendo al lugar con diferentes personajes bajo diferentes circunstancias fue una de las temáticas.
El filme fue filmado en colores primarios en vez del blanco y negro de los trabajos previos del director, pero conservó su usual ritmo lánguido. Jarmusch definió la elección del color como «intuitiva». Eligió a propósito un color de paleta calmo, evitando los amarillos y anaranjados, y utilizando sólo esporádicamente pizcas de rojo (como en la maleta de la pareja japonesa). Este diseño de destellos de rojo fue luego descrito por Suzanne Scott de Suzanne Scott como «dando la impresión de un intento fallido de conseguir un poco del glamour de Elvis y probarlo por tamaño, descubriendo inevitablemente que se ve caricaturesco fuera de contexto». Fotogramas de la película como también fotos del rodaje de los actores y el equipo de filmación del fotógrafo Masayoshi Sukita fueron publicadas acompañando la película en Mystery Train: A Film by Jim Jarmusch.
Mystery Train fue la primera película de cine independiente estadounidense que fue financiada por el conglomerado japonés JVC, y fue financiada con un presupuesto (2,8 millones de dólares) considerable para los modestos estándares de Jarmusch. La compañía estaba entusiasmada en patrocinar la película a pesar de la insistencia del director en conservar el total control creativo, y continuarían financiando sus próximas tres películas. El considerable presupuesto y tiempo disponible le dio la oportunidad a Jarmusch de filmar en color y ensayar con los actores muchas escenas que no estaban en el guion, incluyendo varias acerca del noviazgo entre Mitsuko y Jun. En el club nocturno de Memphis junto a los actores japoneses durante la producción, el director tenía a Masatoshi Nagase (que hablaba poco inglés pero era un imitador experto) diciendo frases seductoras a la clientela femenina como un ejercicio de actuación. Jarmusch aprovechó la producción para hacer el segundo episodio de su serie de Coffee and Cigarettes, una colección de cortos con conocidos del director sentados hablando, tomando café y fumando cigarrillos. La «versión de Memphis», titulada Twins, protagonizada por los mellizos Cinqué y Joie Lee junto a Steve Buscemi, un camarero que expone su teoría sobre un hermano gemelo malvado de Elvis.

## Estreno
La película fue estrenada en su país en la edición número 27 del Festival de Cine de Nueva York de 1989, del mismo modo que anteriores trabajos del director, Stranger Than Paradise en 1984 y Down by Law en 1986. El Miami Herald la declaró «el triunfo» del festival. Fue distribuida en los cines de Estados Unidos por Orion Classics, lanzada con clasificación R (restringido) debido a las escenas de desnudos y ligeras irreverencias. En EE. UU. recaudó 1 541 218 millones de dólares, siendo la película número 153 que más recaudó de 1989, y la número 70 de las clasificadas R de ese año. En el resto del mundo, fue la primera en ser proyectada en competición en el Festival de Cannes el 13 y 14 de mayo de 1989, y más tarde en los festivales de Edimburgo, Londres, Midnight Sun, Telluride y Toronto.
Mystery Train fue lanzada en DVD el 28 de marzo de 2000 con una relación de aspecto de 1.85:1 y un marco de sonido Dolby Digital 5.1/2. El DVD fue criticado por Anna Lazowski de Allmovie, quien le dio dos estrellas sobre cinco (comparado con las cuatro de la calificación de la película), citando los míseros extras: selección de escenas (24) y un booklet coleccionable de detrás de cámaras. En diciembre de 2009 se anunció que la película fue seleccionada para ser incluida en The Criterion Collection, acompañada de una edición especial en DVD lanzada en 2010.

## Crítica
Como anteriores películas de Jarmusch, Mystery Train tuvo una cálida acogida por parte de los críticos. Esto fue evidente particularmente en Cannes, donde fue nominada a la Palma de Oro y Jarmusch fue galardonado con el premio Best Artistic Achievement (mejor logro artístico) del festival. Fue nominada en seis categorías en los Independent Spirit Awards de 1989: mejor película, mejor guion (Jarmusch), mejor director (Jarmusch), mejor fotografía (Robby Müller), mejor actriz (Youki Kudoh) y mejor actor de reparto (Steve Buscemi y Screamin' Jay Hawkins).
Ira Robbins de Entertainment Weekly le dio a la película una calificación de B+, describiéndola como «ambiciosa conceptualmente» y concluyendo que sus «personajes poco convencionales, su buena fotografía y estructura de novela hacen entretenido su visionado». Robert Fulford de The National Post la llamó «excéntrica y graciosa de un modo delirante». En The New York Times, Vincent Canby se refirió a ella como «muy fascinante, un placer» y el mejor trabajo del director hasta esa fecha, reteniendo el «mismo tipo de severo y discordante encanto» exhibido en Stranger Than Paradise. Elogió el desarrollo de Jarmusch como guionista (citando el diálogo moderado, el humor, la sutileza de la narrativa y la cuidadosa construcción del argumento) y las actuaciones que obtuvo del conjunto actoral. John Hartl, en The Seattle Times, la comparó con Stranger Than Paradise, considerando a Mystery Train como un trabajo más accesible que al mismo tiempo mantiene la ironía y mordacidad de su predecesora.
La película no impresionó a Hal Hinson de The Washington Post, que la llamó «la película menos atractiva del director y la primera en la cual la postura bohemia se volvió realmente irritante». Acerca de los personajes, el crítico Jonathan Rosenbaum del Chicago Reader escribió que algunos estuvieron «maravillosamente imaginados y realizados, mientras que otros parecían sacados de la reserva personal, diseñados para reutilizar más que descubrir». David Denby, en una reseña ambivalente para New York Magazine, reflexionó que «uno siente que Jarmusch ha empujado lo cool tan lejos como pudo, y no es lo suficiente lejos». Este reproche hizo eco en otros críticos que encontraron que el estilo de la película no se apartó de los anteriores trabajos del director, una reacción crítica que sería amplificada dos años después tras el estreno de Night on Earth (1991).
La crítica cultural posmoderna bell hooks citó la interacción en la estación de tren de Memphis entre Thomas y la pareja japonesa como uno de los pocos ejemplos del tratamiento matizado, deconstructivo y subversivo de la negritud en el cine estadounidense. Roger Ebert comentó que «lo mejor de Mystery Train es que te lleva a un Estados Unidos que sientes que deberías ser capaz de encontrar por ti mismo, si tan solo supieses donde buscar». En una retrospectiva del trabajo de Jarmusch en abril del año 2000 para Sight & Sound, Shawn Levy concluyó que la película fue «tanto una tarjeta de enamorados al estilo de la cultura pop estadounidense, como una descarada habilidad estructural sin mucha resonancia importante».

## Reparto
Screamin' Jay Hawkins y Cinqué Lee son el recepcionista y el botones del hotel, lugar a donde llegan todos los personajes. Tom Waits hace la voz del conductor del programa de radio que pasa canciones de Elvis.
| Lejos de Yokohama                | Un fantasma                   | Perdidos en el espacio           |
| -------------------------------- | ----------------------------- | -------------------------------- |
| Masatoshi Nagase como Jun        | Nicoletta Braschi como Luisa  | Joe Strummer como Johnny/«Elvis» |
| Youki Kudoh como Mitsuko         | Elizabeth Bracco como Dee Dee | Steve Buscemi como Charlie       |
| Rufus Thomas como Man in Station | Sy Richardson como Newsvendor | Rick Aviles como Will Robinson   |